# Портрет Гонеллы, придворного шута Феррары
«Портрет Гонеллы, придворного шута Феррары» (итал. Ritratto del Buffone Gonella) — картина, приписываемая Жану Фуке. Предположительно на портрете изображён Пьетро Гонелла, шут при дворе Эсте в Ферраре. Картина, вероятно, создана около 1450 года, в настоящее время хранится в венском Музее истории искусств (Inv. 1840).

## Провенанс
В инвентаре коллекции эрцгерцога Леопольда Вильгельма Австрийского, датированном 1659 годом, о картине сказано: «небольшой портрет (…) шута Гонеллы, с короткой бородой и в красном колпаке, в красной и жёлтой одежде». Костюм модели — гербовая одежда, «mi parti» — возможно, указывает на то, что изображён приближённый дома Эсте. Однако это определение персонажа ставится под сомнение многими историками.
Австрийский искусствовед Отто Пехт считал, что Жан Фуке мог видеть Гонеллу во время своего пребывания в Италии в Ферраре в 1445 году, незадолго до того, как уехал в Рим, где написал портрет папы Евгения IV, датируемый 1447 годом (не сохранился). То, что в портрете отсутствует влияние итальянской живописи, позволяет предполагать, что Фуке был в Ферраре до Рима, а не тогда, когда возвращался во Францию.
По результатам дендрохронологического анализа основа картины (балтийский дуб) датируется второй четвертью XV века. Портрет написан на дубовой доске — этот материал широко использовался в Северной Европе, но в Италии живописные произведения на дубовой доске встречаются крайне редко. Так, например, Николь Рейно, включая картину в каталог произведений Фуке (1981), предполагает, что его портрет написан до прибытия художника в Рим, но во время итальянского путешествия, и датирует его серединой 1440-х годов. Существует также гипотеза, что Гонелла побывал при дворе Карла VII, где его мог видеть художник.

## Модель
Сведения о Пьетро Гонелле из источников, дошедших до нашего времени, весьма противоречивы. Из одних документов известно, что шут Гонелла жил при дворе Обиццо III д’Эсте (1294—1352), маркиза Феррары с 1326 года, по другим сведениям, он жил при дворе Никколо III д’Эсте (1393—1441), правившего с 1393 года. О флорентийском «лицедее Пьетро по прозвищу Гонелла» сообщает Доменико Бандини д’Ареццо (итал. Domenico Bandini da Arezzo).
О смерти шута, ставшего жертвой собственного остроумия, рассказывает Маттео Банделло в одной из своих новелл (№ XVII). Когда Никколо III д’Эсте тяжело заболел перемежающейся лихорадкой, Гонелла узнал о способе излечения от неё с помощью внезапного испуга. Во время прогулки маркиза шут внезапно сбросил своего господина в мелководье реки По. Никколо излечился, но решил отплатить шуту той же монетой и объявил об изгнании того из Феррары. Гонелла, уверенный в своей безнаказанности, возвратился в Феррару, где был схвачен по приказу маркиза и посажен в тюрьму, ему объявляют о предстоящей казни (на самом деле инсценировке). В день казни на Гонеллу, положившего голову на плаху, палач выливает ведро холодной воды, а Гонелла умирает от страха. По сообщению Банделло, маркиз раскаялся в том, что так неудачно подшутил над Гонеллой.

## Композиция
Изображённый на портрете мужчина одет в костюм геральдических цветов с жёлтыми, красными и зелёными полосами, на голове шапочка того фасона, который был распространён во Франции. На правой руке, по мнению Пехта, надета рукавица, вероятно, это позднейшая запись авторской живописи. Руки шута скрещены, голова наклонена, сам он сильно приближен к зрителю, так, что создаётся ощущение, будто он высунулся в окно. И положение рук, и выдвижение модели вперёд нехарактерны для портретов знати той эпохи и, вероятно, связаны с низким социальным статусом модели.
«Лицо с проницательным взглядом, глубокими морщинами и выражением горечи делает этот персонаж незабываемым…»
Поза модели, по версии Карло Гинзбурга, является пародийной отсылкой к иконографии imago pietatis — скорбного образа Христа во гробе, аллюзией на трагическую участь Гонеллы.
Портрет написан маслом на дубовой доске толщиной 0,4 см, её размеры 36,3 × 25,9 см. Задняя сторона доски разделана под мрамор. Изначально доска была заключена в раму, которая была покрыта грунтом вместе со всей доской, а впоследствии удалена.

## Атрибуция

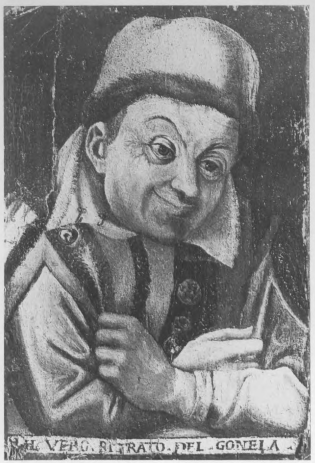
Копия картины «Портрет Гонеллы, придворного шута Феррары». XVII в. Частное собрание, Феррара

В инвентаре 1659 года картина описывается как копия с оригинала Джованни Беллини «в стиле Альбрехта Дюрера». Мастерство исполнения лица персонажа заставило исследователей искать автора картины среди самых знаменитых художников эпохи, иногда предлагая совершенно невероятные атрибуции. Историки искусства XIX века, первым из которых был Эдуард фон Энгерт, «вторично открывший» портрет в 1882 году, при работе над каталогом императорского собрания, видели в портрете произведение не североитальянской школы, а, скорее, фламандской: предполагалось, что картину написал Ян ван Эйк. По мнению же Луиса Гонса (Louis Gonse, 1891), это работа Питера Брейгеля Старшего. 
По версии историка искусства Бегер (R. J. M. Begeer) (1952), произведение принадлежит кисти ван Эйка. Сравнив лицо шута с лицом кардинала Альбергати с портрета работы ван Эйка, исследователь нашла сходство в работе с мельчайшими деталями, безусловно, по её мнению, доказывающее, что автором портрета Гонеллы является один из основоположников новой нидерландской живописи.
Бегер также первая обратила внимание на копию портрета (выполненную в XVII веке), хранившуюся в одном из феррарских частных собраний, с надписью: «IL. VERO. RITRATO. DEL. GONELA.», таким образом определив, кто был изображён на оригинальном портрете. Фотография копии находится в Художественно-историческом музее в корреспонденции от 1940 года. В то время она входила в собрание проживавшего в Ферраре профессора Марио Пандольфи, а с 1948 года картина хранилась в коллекции ещё одного жителя Феррары, Джулио Кьорболи. Получить более точные сведения о копии, а также осмотреть её, несмотря на все старания итальянских исследователей, оказалось невозможным. Детлев Крейдль нашёл сходство между подготовительным рисунком оригинального портрета и его копией (складки, положение рук), по его мнению, феррарская копия даёт представление о том, как выглядел венский портрет до того, как в него были внесены изменения.
В период между двумя мировыми войнами портрет приписывался одному из последователей ван Эйка, исследователи относили его создание к середине XV века.
В 1974 году Отто Пехт впервые предположил, что портрет принадлежит кисти Фуке. Он нашел, что портрет шута стилистически близок к портретам Карла VII и Гийома Жувенеля дез Юрсена, написанным Фуке. В миниатюрах Фуке и его последователя Жана Коломба часто встречаются изображения людей со скрещенными руками. Человек, послуживший моделью для художника, похож на персонажа в толпе на первом плане в сцене «Суд над герцогом Алансонским» (фр. Lit de justice de Vendôme), миниатюра помещена на фронтисписе «Мюнхенского Боккаччо» (рукописи французского перевода «Злоключений благородных мужей и дам», который иллюстрировал Фуке в конце 1450-х, ныне хранящейся в Государственной библиотеке в Мюнхене). Пожилой зритель, изображённый в профиль, наделён (в отличие от бо́льшей части персонажей миниатюры) явно характерными портретными чертами. Опушка его головного убора из меха горностая, возможно, намекает на близость к королю.
Исследование картины в инфракрасных лучах, проведённое в 1981 году, выявило наличие на подготовительном рисунке надписей с названием цветов на французском языке — полностью видны надписи «белый» и «красный», ещё от двух сохранилось несколько букв — это подтверждало гипотезу о том, что над портретом работал француз или человек, знавший французский язык. Авторство Фуке принято многими историками искусства (в их числе А. Шастель, К. Шефер, К. Гинзбург), в то же время Альбер Шатле и Франсуа Авриль до сих пор считают, что вопрос авторства портрета остаётся открытым.

## Комментарии
1. ↑  О путешествии Фуке в Италию известно по сообщению флорентийского архитектора и скульптора Антонио Филарете[2]. Оно состоялось между 1443 и 1447 годами.
2. ↑  «Гербовая одежда», получившая в Европе свою окончательную форму в XIII веке, носилась не только феодалами, но и их вассалами и слугами. Чаще всего гербовая одежда или «mi parti» соединяла в себе четыре цвета, как поле герба[11].
3. ↑  Узнать больше о ней пытались искусствовед Илария Тоеска и Рамиери Варезе, директор Городского музея Феррары[19].
4. ↑  Форма большого пальца шута на копии характерна для северной живописи XV века, точно так же изображены большие пальцы на приписываемой Фуке «Пьете» из приходской церкви в Нуане.
5. ↑  По состоянию на 1986 год результаты исследования были опубликованы лишь частично[4].